# 第三代白金汉公爵爱德华·斯塔福德

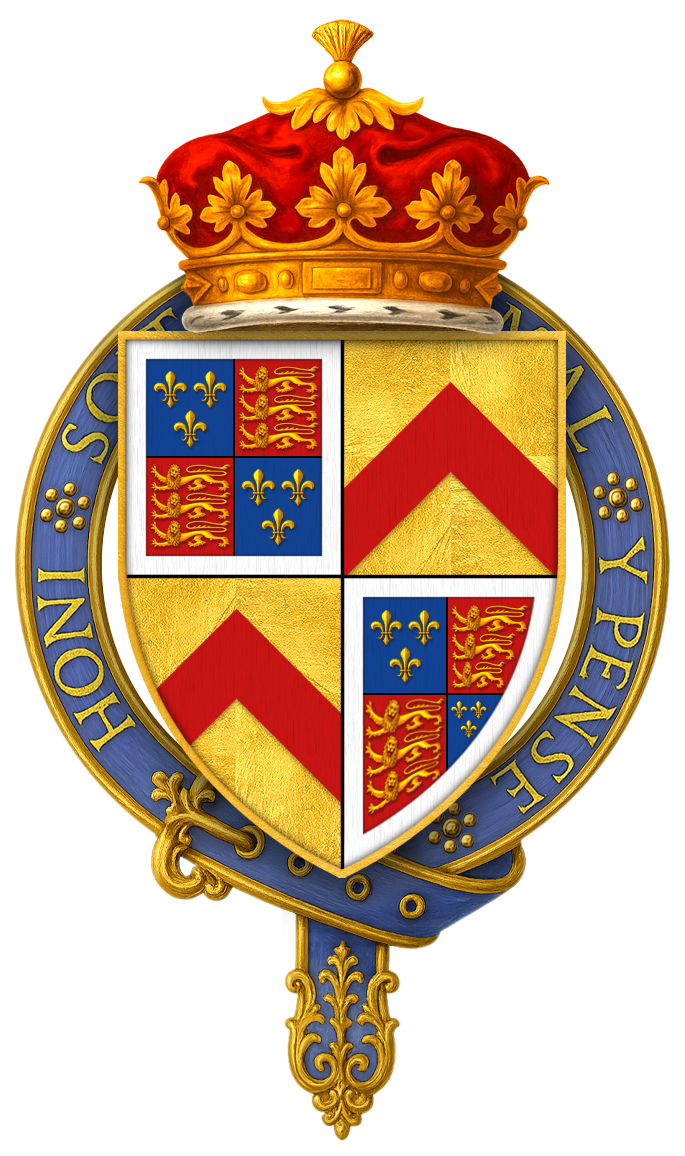
爱德华·斯塔福德的纹章

第三代白金汉公爵爱德华·斯塔福德，KG（1478年2月3日—1521年5月17日），是第二代白金汉公爵亨利·斯塔福德之子，第三代白金汉公爵。其母凯瑟琳·伍德维尔是英国国王爱德华四世的王后伊丽莎白·伍德维尔的姐妹。他被判犯叛国罪于1521年5月17日被处决。

## 家系
爱德华1478年2月3日出生于威尔士的布雷肯城堡，是亨利和凯瑟琳的长子。其外祖父为第一代里弗斯伯爵理查德·伍德维尔，外祖母为卢森堡的皮埃尔一世之女，卢森堡的杰奎塔。凯瑟琳是王后伊丽莎白的妹妹，因此爱德华就成了国王爱德华四世的外甥。
爱德华·斯塔福德有一个弟弟亨利·斯塔福德，后来的第一代威尔特伯爵。 二人还有两个姐妹，伊丽莎白和安妮。伊丽莎白·斯塔福德后来嫁给了第一代苏塞克斯伯爵罗伯特·雷德克里夫。安妮·斯塔福德则两次出嫁，第一任丈夫为第一代彭布罗克伯爵威廉·赫伯特的私生子沃尔特·赫伯特爵士。1507年9月16日沃尔特去世，其后安妮改嫁第一代亨廷登伯爵乔治·黑斯廷斯。
第二代白金汉公爵亨利被处决后，他的遗孀凯瑟琳改嫁欧文·都铎和瓦卢瓦的凯瑟琳的次子贾斯珀·都铎。1495年12月21日贾斯珀去世，随后凯瑟琳又改嫁理查德·温菲尔德爵士。1497年5月18日凯瑟琳去世，而温菲尔德爵士续娶安妮·博林的侍女布丽吉特·威尔特希尔。

## 生涯
1483年10月爱德华之父亨利·斯塔福德发动了针对国王理查三世的白金汉叛乱，但最终以失败告终，他本人未经审判就于1483年11月2日被斩首，同时被剥夺所有头衔。在此期间，爱德华据称一直在赫里福德郡东躲西藏，直到1485年8月22日理查三世在博斯沃思原野战役中阵亡。继任的新王亨利七世于1485年10月29日重新任命爱德华·斯塔福德为白金汉公爵，并让后者参加了自己第二天的加冕典礼。次年8月3日王太后玛格丽特·博福特被指定为爱德华和其弟弟亨利的监护人。历史学家克里夫·戴维斯认为年幼的白金汉公爵很可能受到了王太后的直接教育。
1494年11月9日亨利七世的次子，也就是后来的亨利八世受封约克公爵时，白金汉公爵也出席并参加了仪式。1495年白金汉成为嘉德骑士。1497年9月他率军镇压了康沃尔暴动。
青年时期的白金汉衣着华贵，令人过目难忘，是王家婚礼和接见外国政要等场合的明星。1501年在出席亨利七世的长子威尔士亲王亚瑟和阿拉贡的凯瑟琳的婚礼时，白金汉据说穿了一件价值高达1,500英镑的长袍。他在婚礼次日的马上长矛比武中也很活跃。
1509年6月23日亨利八世继位时，白金汉充当了王室大司马的角色。他此前一直声称他有权继承这一职位，然而他最终只在加冕当天过了一下瘾。在加冕典礼期间他还客串了王室大司徒和捧冠侍从。1509年他被跻身英格兰枢密院。1510年7月9日在他国王处取得了筑城许可，开始在格洛斯特郡兴建索恩伯里城堡。
1510年白金汉被卷入了一桩桃色事件。他的妹妹安妮，时任第一代亨廷登伯爵乔治·黑斯廷斯的妻子被传与廷臣威廉·康普顿爵士有染。有一次白金汉在安妮的卧室抓获了康普顿。后者被迫发誓没有与安妮通奸；另一方面，黑斯廷斯伯爵将妻子送到了距离王廷60英里以外的一座修道院出家。当时并没有发现两人有实际关系的直接证据，但是1523年康普顿反常地在遗嘱中把封地赠予安妮，并把她视为自己的亲族。因此应该可以判断两人确实关系非同寻常。康普顿和安妮的绯闻一直延续到了1513年，与此同时他的仕途没有受到影响，这一点可以从很多地方验证：他参加了亨利妹妹的婚礼，成为了议员并且出席了亨利与弗朗索瓦一世和卡尔五世的会面。
1513年6月到10月间白金汉参加了亨利对法国的入侵，是中路500人的指挥。 1517年白金汉曾被安排跟国王进行马上长矛比武，但他以“害怕对着国王冲刺”为理由谢绝了。1520年，白金汉和妻子埃莉诺出席了金帛盛会。
白金汉1514年被派往法国作为和谈使者，另外还肩负镇守威尔士南部的边境领的职责。在这两件事上他都有辱使命，因而1518年遭到了国王的批评。克里夫·戴维斯认为白金汉彼时没有多少政治影响力，也从未是国王最亲密圈子的一员。

## 身亡
白金汉是当时少数金雀花家族的直系后代之一，同时由于复杂的联姻，与国内的其他名门望族也有密切联系。这使得他一直都是亨利的重点监控对象。1520年亨利接到密报白金汉有可能叛乱，他下令调查，亲自传讯了相关证人并搜集到了足够多的证据。1521年4月白金汉被诱捕，押送伦敦塔。一个十七人组成的审讯委员会指控白金汉因为听到了国王驾崩的预言而图谋弑君。5月17日白金汉在塔丘被处决，1523年7月31日议会追加剥夺了他的所有头衔，以及他的子女对其大部分财产的继承权。
历史学家约翰·盖伊认为白金汉是亨利八世统治期间处决的高级贵族中少有的“几乎确定是有罪”的。另一方面，同时代的托马斯·莫尔指出，作为关键性证据的仆人证词只是道听途说的间接性证据，是刑讯逼供的结果，因而不足采信。

## 婚姻和子嗣
1488年亨利七世曾建议白金汉娶布列塔尼的安妮为妻，但1489年第四任诺森伯兰伯爵亨利·珀西出资4,000英镑贿赂了国王，让他转而支持白金汉娶自己的长女埃莉诺为妻。这对夫妇育有一子三女：
- 亨利·斯塔福德，第一任斯塔福德男爵 (1501年9月18日–1563年4月30)，娶妻乌苏拉·波尔。乌苏拉是理查德·波尔爵士和第二任妻子索尔斯伯里女伯爵玛格丽特之女，后者的父亲是第一代克拉伦斯公爵乔治·金雀花。[16]
- 伊丽莎白·斯塔福德 (约1497-1558年11月30日)，第三代诺福克公爵托马斯·霍华德的第二任妻子。[17]
- 凯瑟琳·斯塔福德(约1499–1555年5月14日)，嫁予第四代威斯特摩兰伯爵拉尔夫·内维尔。[18]
- 玛丽·斯塔福德，白金汉最小的女儿，1519年6月成为第五代伯加文尼男爵乔治·内维尔的第三任妻子。[19]

据称白金汉还有三个 私生子：
- 乔治·斯塔福德
- 亨利·斯塔福德
- 玛格丽特·斯塔福德 (约1511–1537年5月25) 白金汉将她嫁给了自己的监护人莱克斯利普的托马斯·菲茨杰拉德

## 文艺作品
- 2003年的戏剧《亨利八世》中查尔斯·丹斯饰演白金汉公爵。这部戏里白金汉只是个配角，开场15分钟就被杀死了。
- 2007年的电视剧《都铎王朝》的前两集中史蒂文·沃丁顿饰演白金汉公爵。剧中虚构了白金汉谋反的情节。
- 莎士比亚的戏剧《亨利八世》描绘了对白金汉的指控和定罪。
- 白金汉的一个儿子是约翰·巴肯的历史小说《The Blanket of the Dark》中的一个角色。他最初作为彼得·彭特科斯在牛津郡的森林中长大，1536年得知了自己的身世。后来他命中注定与国王相遇，但最终决定远离政治和权力生活。